# Szafran uprawny

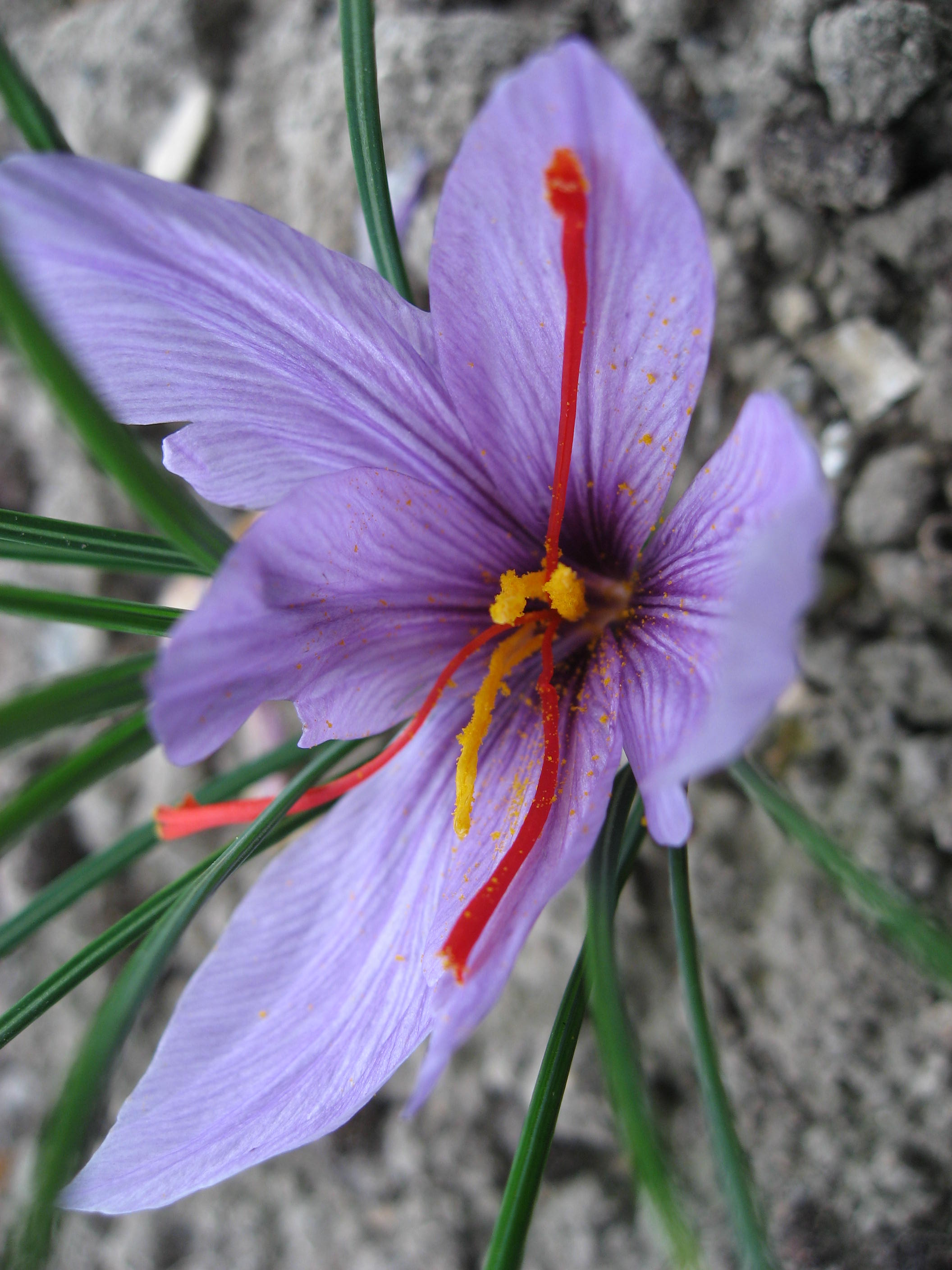
Kwiat

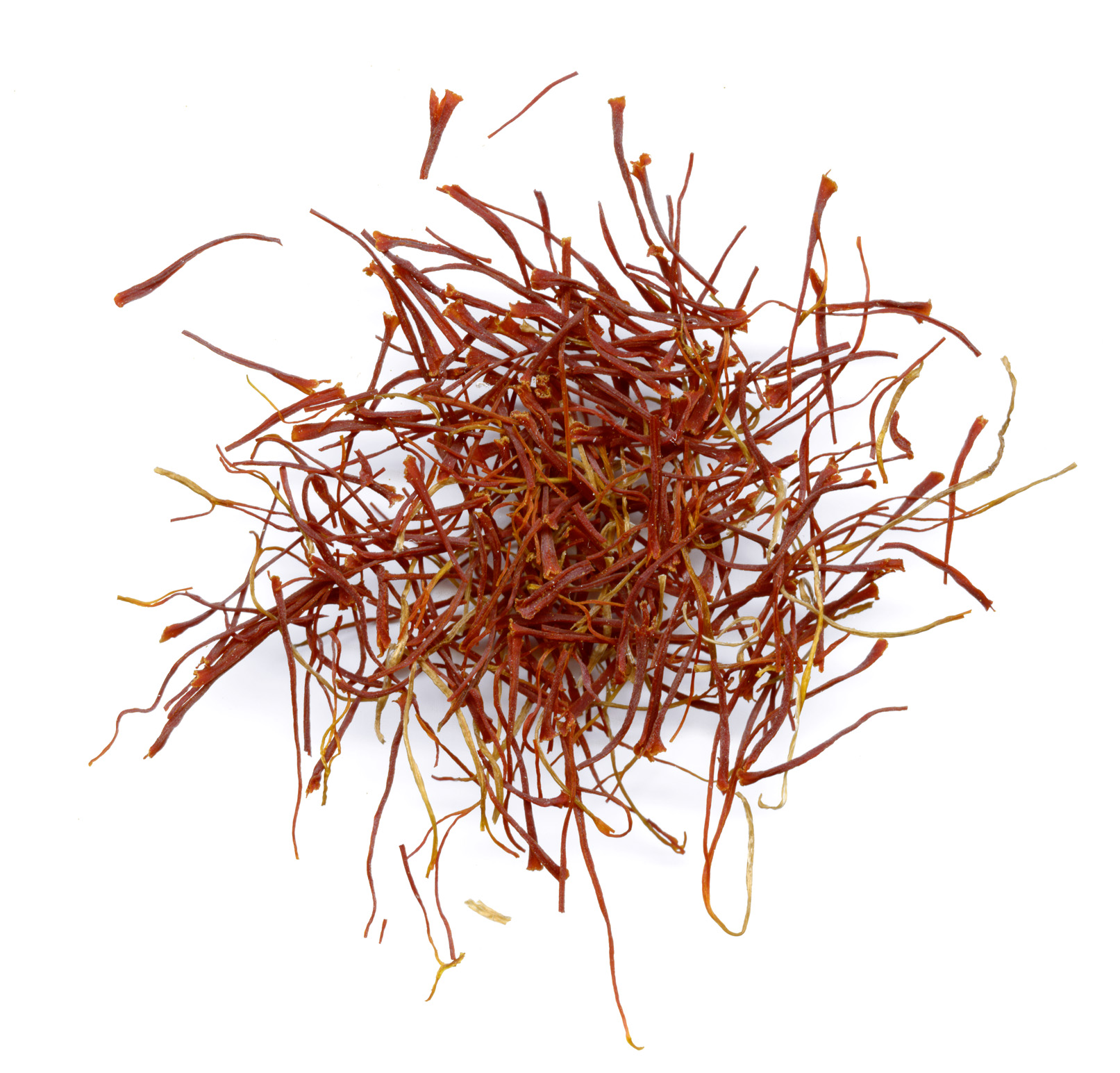
Przyprawa

Szafran uprawny (krokus uprawny, szafran siewny, łac. Crocus sativus L. 1753) – gatunek rośliny z rodziny kosaćcowatych. Pochodzi prawdopodobnie z południowo-wschodniej Europy lub Azji Mniejszej. Nieznana jest jego forma dzika, wydaje się, że jest blisko spokrewniony z Crocus cartwrightianus, który normalnie zawiązuje nasiona, w przeciwieństwie do C. sativus, który albo nie zawiązuje nasion wcale, albo tylko płonne.

## Morfologia
PokrójBylina o wysokości do 15 cm.
ŁodygaBulwocebula o średnicy ok. 2 cm, pokryta siateczkowatą „łuską”.
Liście6–9 równowąskich liści, ciemnozielonnych z dwoma białymi pasami, wyrastającymi wczesną wiosną, tworzącymi przyziemną rozetę (liście odziomkowe).
KwiatyLejkowate o średnicy do 4 cm, wysokości ok. 10 cm (wraz z rurką) w różnych odcieniach fioletu, (w uprawie jako roślina ozdobna również ' C. sativus 'Album' o białych kwiatach) i 6-płatkowym okwiecie, z trzema pręcikami i z charakterystycznym dla gatunku słupkiem o długiej szyjce zakończonym trójdzielnym, ciemnopomarańczowym znamieniem.
OwoceTrójkomorowa, wielonasienna torebka.

## Biologia i ekologia
Bylina, geofit. W Polsce kwiaty pojawiają się w stanie bezlistym w połowie września, a na południu, gdzie znajdują się główne miejsca uprawy, w październiku i listopadzie.

## Zastosowanie
- Roślina ozdobna: Jest często uprawiany w przydomowych ogródkach na rabatach i skalniakach.
- Roślina przyprawowa: Od wieków hoduje się szafran uprawny (Crocus sativus). Wysuszone znamiona szafranu uprawnego używane są jako przyprawa. Ten żółty proszek jest najdroższą przyprawą na świecie. Na zebranie 1 kg znamion potrzeba 150 tys. kwiatów szafranu uprawnego.
- Sztuka kulinarna: Przyprawa służy do nadawania smaku, aromatu i barwy sosom, zupom i potrawom z ryżu. Zbiera się znamiona wraz z częścią słupka, stanowiące właściwą przyprawę. Zbyt duża ilość szafranu sprawia, że potrawa staje się gorzka. Szafran zawiera gorycz pikrokrocynę, szafranowe olejki lotne (do 2%) oraz żółty barwnik krocynę[potrzebny przypis].

## Uprawa
- Historia uprawy: szafran jako składnik do produkcji perfum, przyprawa, lek i barwnik znany był w starożytnym Egipcie, Grecji i Rzymie. Wymienia go Papirus Ebersa pochodzący z ok. 1555 r. p.n.e., cytowany jest w biblijnej Pieśni nad Pieśniami (4,12-14)[3], gdzie wchodzi w skład aromatycznych balsamów[4].
- Sposób uprawy: preferuje stanowiska nasłonecznione, gleby lekkie, przepuszczalne, o odczynie neutralnym lub lekko kwaśnym. W uprawie rozmnażany jest tylko wegetatywnie. Uprawa szafranu jest bardzo pracochłonna, a jeden hektar plantacji w pełnym rozwoju daje zaledwie od 15 do 25 kg suchej przyprawy, co sprawia, że jest najdroższą przyprawą na świecie[potrzebny przypis].

## Znaczenie w hinduizmie
Rasarnawa, dzieło hinduistycznej alchemii tantrycznej (rasajany), datowane na około XI w. n.e., zapewnia, że rytuał wielbienia Śiwy z użyciem drzewa sandałowego, aloesu, kamfory i szafranu prowadzi do osiągnięcia śiwaloki – nieba boga Śiwy.